# Wilhelm Schiedermayer
Wilhelm Schiedermayer (* 30. Dezember 1812 in Linz; † 20. September 1855 in St. Florian) war ein österreichischer Jurist und Politiker.

## Leben
Schiedermayer war der Sohn des Stadtpfarrorganisten und Komponisten Johann Baptist Schiedermayer und dessen Ehefrau Barbara Eggerstorfer (1783–1858). Johann Baptist Schiedermayr der Jüngere und Karl Schiedermayr waren Brüder. Er war katholischer Konfession und heiratete 1841.
Von 1832 bis 1838 studierte er Rechtswissenschaft und Politische Wissenschaften an der Universität Wien. Er arbeitete von 1837 bis 1838 als Praktikant am Stadt- und Landrecht in Linz und von 1838 bis 1840 als Aktuar. Von 1840 bis 1844 war er Pfleger der Herrschaft und des Distriktkommissariats Wimsbach und von 1844 bis 50 Syndikus in Frankenmarkt. Zwischen 1850 und 1853 war er Landesgerichtsassessor in Steyr und zuletzt von 1853 bis 1855 Vorsteher des Bezirksamts und des Bezirksgerichts in St. Florian.
In der Märzrevolution war er 1848 Hauptmann der Nationalgarde in Frankenmarkt. Vom 18. Mai 1848 bis zum 19. April 1849 vertrat er den Wahlkreis 11. Österreich ob der Enns und Salzburg (Vöcklabruck) in der Frankfurter Nationalversammlung. Im Parlament blieb er fraktionslos und stimmte mit der Linken. Er gehörte zu den Abgeordneten, die gegen die Wahl Friedrich Wilhelms IV. zum Kaiser der Deutschen stimmten.